# Reefer Madness (film 1936)
Reefer Madness è un film d'exploitation statunitense del 1936. Girato inizialmente con il titolo di Tell Your Children, aveva un evidente intento propagandistico riguardo ai pericoli di una presunta o forse simulata diffusione tra i giovani della pratica di fumare marijuana.

## Trama

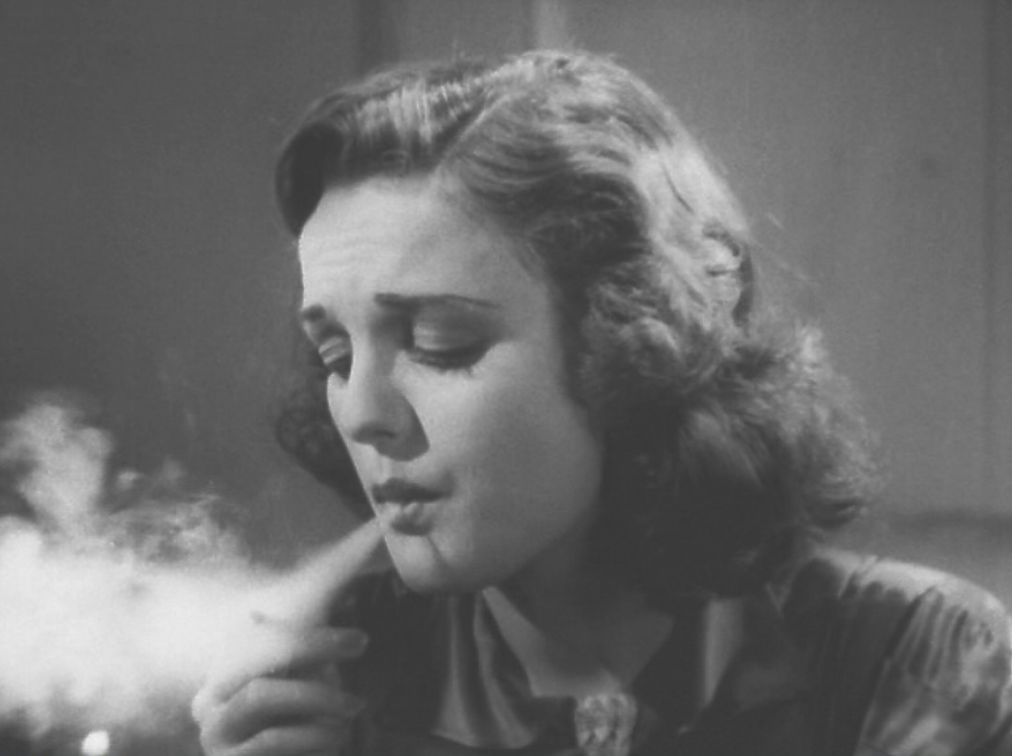
Mary iniziata al consumo di cannabis

La seguente storia è raccontata dal Dr. Carroll, relatore ad una serata di sensibilizzazione a tema: Mae Coleman e il suo convivente Jack Perry spacciano marijuana. Svolgono la loro attività prevalentemente nel loro appartamento, dove gli amici e clienti Ralph e Blanche portano loro nuovi clienti desiderosi di concludere le loro serate all'insegna degli eccessi.
Una sera il giovane Jimmy partecipa portandosi appresso il ragazzo della sorella Mary, Bill Harper. Jack chiede un passaggio a Jimmy per rifornirsi di droga, e i due si allontanano dalla festa per un po'. Il viaggio risulterà deleterio, poiché Jimmy, in preda ai fumi della marijuana, investirà un pedone senza prestargli soccorso. Nei giorni successivi la polizia arriverà a fare domande anche a Mary, che - sospettando un'implicazione del fratello - gli fornirà un alibi. Nel frattempo Jack, avendo vissuto in prima persona l'incidente, accorda omertà reciproca con Jimmy.
L'uso e abuso di marijuana proseguono per numerose serate a casa di Jack e Mae, in cui il giovane Bill diventa sempre più schiavo della terribile droga e durante una di queste serate Blanche gli si concede, mentre Mary raggiunge l'appartamento in cerca del fidanzato sempre più assente. Per dare il tempo a Bill di ricomporsi, un alienatissimo Ralph droga Mary e tenta di approfittare di lei. Alle urla della fidanzata, Bill sopraggiunge, sorprendendo i due. Nel tentativo di sedare la zuffa che segue, il padrone di casa Jack impugna una pistola e fa accidentalmente partire un colpo che uccide Mary. Con estremo sangue freddo, Jack stordisce Bill con il calcio della pistola e lo risveglia solo dopo avergli fatto impugnare l'arma. La scarsa lucidità del giovane lo autoconvince della responsabilità nella morte dell'amata, obnubilando nella sua testa la realtà dei fatti.
Nell'attesa della sentenza di colpevolezza, i quattro ingannano il tempo nell'appartamento di Blanche. Tra loro Ralph è quello che sembra reggere meno il peso della coscienza, fino a delirare in preda al fumo. A Jack, preoccupato di mantenere il segreto, viene consigliato di uccidere Ralph, il quale ha però la meglio, ammazzando lo spacciatore a bastonate. Il film suggerisce come sia stata proprio la marijuana a rendere selvaggio e violento Ralph, al punto di uccidere l'avversario pur se armato.
Le vicende che seguono l'arresto dei tre rivelano la vera dinamica dell'altro omicidio, per il quale Bill era quasi entrato nel braccio della morte. Ralph, ormai fuori di senno per il troppo uso di cannabis, viene dichiarato insano di mente e rinchiuso a vita in un istituto di igiene mentale. Blanche, in preda alla disperazione per quanto la sua dissolutezza abbia rovinato la vita delle persone care, si getta da una finestra della centrale di polizia subito dopo aver consegnato la propria testimonianza firmata.

## Distribuzione e accoglienza
Il film prima della distribuzione fu rieditato dal produttore, convinto delle maggiori possibilità commerciali del genere exploitation. Col nuovo titolo Reefer Madness la pellicola fu distribuita nelle sale statunitensi mostrando situazioni allora scandalose, quali sesso gratuito, scene di nudo parziale, promiscuità sessuale ed efferati omicidi e suicidi causati dal consumo di droghe.
Tuttavia, neanche così il film riuscì a trovare un successo commerciale. Negli anni settanta ci fu come una riscoperta della pellicola, che divenne presto un film culto, duplice icona di un proibizionismo bigotto degli americani e dell'exploitation fine a se stessa. Il film infatti risulta palesemente inaccurato e iperbolico nello stigmatizzare la marijuana come causa di ogni male della società, inclusi omicidio e stupro. Nella sua totale ignoranza, vera o simulata, dell'improbabilità degli argomenti trattati, il film sprigiona un'involontaria comicità amplificata da situazioni artefatte, dialoghi irreali, ruoli stereotipati e recitazione ostentata.
Il termine reefer era un neologismo usato dalle forze di polizia dell'epoca, e che sarebbe dovuto diventare di largo uso per indicare uno spinello. Tuttavia il termine non attecchì mai nel tessuto socio-culturale statunitense, facendo oggi risultare ridicoli gli intenti del film fin dai titoli di testa.

## Remake e riferimenti cinematografici
Del film, che per la sua ipocrisia è stato anche parodiato in uno dei segmenti del film Donne amazzoni sulla Luna, nel 2005 è stato girato un remake in chiave satirica sotto forma di musical chiamato Reefer Madness: The Movie Musical.

## Uscite internazionali
- Uscita negli  USA: 15 gennaio 1936